# Kristianstadsbygdens Framtid
Kristianstadsbygdens Framtid (KF) var ett lokalt politiskt parti i Kristianstads kommun. Partiet hette tidigare Sjöbopartiet i Kristianstad ställde upp i val från 1994. Partiet var invandringskritiskt. Partiet ingick i den styrande borgerliga majoriteten i kommunen 2006-2010. I valet 2014 tappade partiet sitt enda mandat i kommunfullmäktige och lades sedan ned.

## Valresultat
| År   | Röster | %    | Mandat  |
| ---- | ------ | ---- | ------- |
| 1994 | –      | 2,7  | 1 av 71 |
| 1998 | –      | 5,9  | 4 av 71 |
| 2002 | 2 398  | 5,4  | 4 av 71 |
| 2006 | 2 631  | 5,67 | 4 av 71 |
| 2010 | 1 366  | 2,75 | 1 av 71 |
| 2014 | 1 035  | 2,00 | 0 av 71 |